# Lijst van partners van heersers van Luxemburg
Dit is een lijst van de echtgenotes (echtgenoten) van de graven, hertogen en groothertogen (gravinnen, hertoginnen, groothertoginnen) van Luxemburg. 